# Anouska Hempel

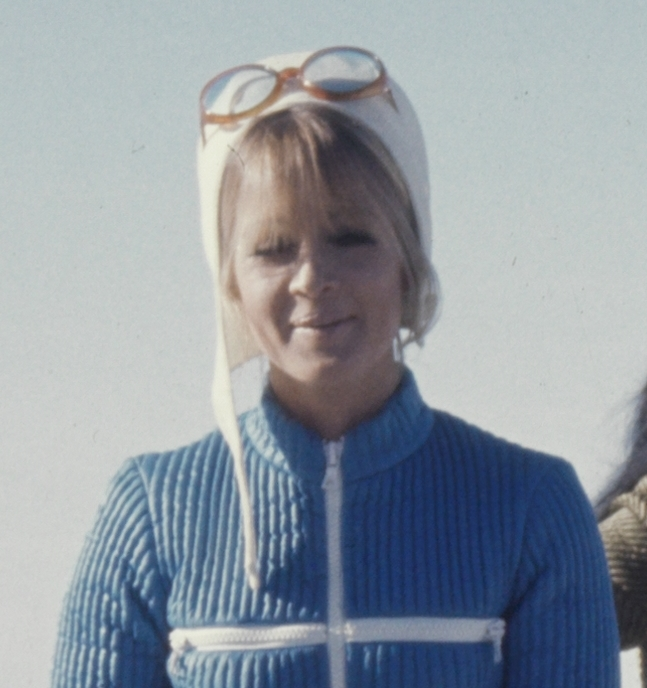
Anouska Hempel 1968

Anouska Hempel (auch Anoushka Hempel geschrieben; * 13. Dezember 1941 in Wellington, Neuseeland) ist eine Film- und Fernsehschauspielerin, Hotelierin und Innenarchitektin. Sie ist eine bekannte Persönlichkeit der Londoner Gesellschaft.

## Leben
Hempel wirkte erstmals in dem Hammer Horror-Film Der Kuss des Vampirs (1963) mit. 1969 trat sie in dem James-Bond-Film Im Geheimdienst Ihrer Majestät als einer der Engel des Todes auf. Danach spielte sie in mehreren Filmen, darunter Scars of Dracula (1970), Die herrlichen sieben Todsünden (1971), Go for a Take (1972), Tiffany Jones (1973), Russ Meyers kontroversem Softpornofilm Black Snake (1973), Double Exposure (1977) und Lady Oscar (1979).
In den 1970er Jahren trat Hempel in einer Episode der BBC-Serie The Lotus Eaters sowie in einer Episode der BBC-Serie The Persuaders! (Die 2) auf. Außerdem sprach sie für die Rolle der Jo Grant in Doctor Who vor und spielte in den Science-Fiction-Fernsehserien UFO (Mindbender, 1970) und Space: 1999 (The Metamorph, 1976). Während ihrer Karriere als Schauspielerin trat sie zwischen 1975 und 1976 in zwei Staffeln der Krimi-Spielshow Whodunnit? an der Seite von Patrick Mower auf.
Nach Abschluss ihrer Schauspielkarriere begann Hempel eine Laufbahn als Hotelierin und Innenarchitektin. 1981 gestaltete sie das Boutique-Hotel Blake Hotel in South Kensington. Im Jahr 2002 wurde sie von Architectural Digest als eine der 100 besten Innenarchitekten und Architekten der Welt eingestuft.